# Cebrio marraquense
Cebrio marraquense là một loài bọ cánh cứng trong họ Cebrionidae. Loài này được Escalera miêu tả khoa học năm 1914.